# 290-е годы
290-е (две́сти девяно́стые) го́ды по юлианскому календарю — промежуток времени с 1 января 290 года по 31 декабря 299 года, включающий 290 год 9-го десятилетия   и с 291 по 299 годы    10-го десятилетия III века 1-го тысячелетия.  Они закончились 1726 лет назад.

## Важнейшие события
- Середина 290-х годов — Констанций I Хлор разгромил лингонов и алеманов в Галлии.
- Военная реформа Диоклетиана. Победы над персами.
- Конец III века — подчинение тамилами Цейлона.
- Конец III века — города-государства Восточного Туркестана под угрозой и завоевания сяньби перешли под власть Китая.
- Один из принцев Китая попытался оказать сопротивление, но убит по приказанию императрицы.
- Муюн Хой завоевал Ги (около Пекина).
- Вторая половина 290-х годов — поход табгачского хана Ито до верховьев Иртыша. Он покорил более 30 владений между Селенгой и Обью.
- Ок. 300 — ок. 900 — город майя Паленке.[1][2][3][4][5]